# Charles Horman
Charles Edmund Horman Lazar (Nueva York, 15 de mayo de 1942-Santiago de Chile, 20 de septiembre de 1973) fue un periodista estadounidense víctima del golpe de Estado del 11 de septiembre de 1973, conducido por el general Augusto Pinochet, que depuso al presidente socialista Salvador Allende. El caso Horman se hizo famoso a través del director de cine Costa-Gavras y su película Missing (1982). El estado actual de la investigación apunta a que Horman fue asesinado para ocultar la participación estadounidense en el golpe de Estado.

## Biografía
Horman nació y creció en Nueva York, donde asistió a la escuela de Allen-Stevenson, en la cual se graduó en 1957. Tras estudiar en la Phillips Exeter Academy en 1960 fue a la Universidad de Harvard graduándose en 1964. Trabajó para Christian Science Monitor y las revistas The Nation e Innovation. Documentalista de la WNetTV de Nueva York y de la Kmg TV de Seattle y Portland. Cofundador de la agencia Fuente de Información Norteamericana, FIN.
También trabajó en la organización de una gigantesca marcha sobre Washington como colaborador de "PoorPeoples Campaign" (Campaña de los Pobres). Cubrió la convención demócrata de 1968, interrumpida por violentas manifestaciones contra la guerra. Despachó artículos para la prestigiosa revista The Nation, que influyó en su visión de América Latina.

### Viaje a Sudamérica
Decidido a recorrerla de norte a sur, en 1971 emprendió un viaje que culminaría en Chile para quedarse. En este país escribió El Ladrón del Sol, película infantil de animación que no llegó a ver la luz de las proyectoras.
Steve Volk es un catedrático de historia de la Universidad de Oberline, Ohio. Desde principios de los '60 viaja a Santiago para investigar el tema de las clases sociales desde la época colonial.

...."A mediados de 1973 preparábamos un paquete mensual de noticias y análisis para La Nación, El Siglo, Clarín y otras publicaciones, con reportajes sobre las relaciones EE.UU./Chile que tuvieron gran circulación"...
Steve Volk

Trabajó en el boletín de noticias de EE. UU. emitido por la agencia alternativa FIN, en estrecha colaboración con Horman y Frank Teruggi, un estudiante estadounidense de ciencias políticas de la Universidad de Chile también ejecutado en esos días en el Estadio Nacional.  Volk fue el primero en asumir la ingrata búsqueda de Horman y Teruggi. Con Terri Simon reconstituyó en detalle la estadía en Viña del Mar, logrando salvar la única versión que quedó de esos apuntes. En 1991 publicó un relato sobre el grupo FIN como parte del libro Frei, Allende y la Mano de la CIA.

### Viaje a Chile
En 1972, viajó temporalmente a Chile para trabajar como un escritor independiente.

....."Los fundadores de FIN discutimos sobre la importancia de presentar a la gente de Chile, sumergida en su propio y profundo proceso de cambios, el otro lado de la historia, el de un país viviendo un período de conmoción política y explosión cultural",..."Enfatizábamos que EE.UU. no era solamente la tierra de la ITT y de la Kennecott Copper, sino que también estaba habitado por miles y miles de personas que demandaban cambios, como los chilenos "........ "A mediados de 1973 preparábamos un paquete mensual de noticias y análisis para La Nación, El Siglo, Clarín y otras publicaciones, con reportajes sobre las relaciones EE.UU./Chile que tuvieron gran circulación"
Steve Volk, socio de Charles Horman

Los jóvenes periodistas estadounidenses redactaban también un documento destinado a circular en su país, conscientes de la influencia de la prensa de EE. UU. y su falta de comprensión del proceso chileno.

"Sentimos que la gente en los EE. UU. probablemente no entiende del todo la importancia de los acontecimientos recientes, pero desafortunadamente una de las razones de esta falta de comprensión ...es la manera sistemática en que distorsionan y malinterpretan las raíces del conflicto actual",
Charles Horman, boletín FIN de julio de 1973.

Horman y su grupo sospechaban de sus connacionales de la embajada: "Varios agentes de la CÍA que operan en Chile están implicados en las actividades de grupos abiertamente sediciosos, sin que esté libre de sospecha el embajador Nathaniel Davis, quien estuvo en Guatemala en el período en que asesores diplomáticos y militares ayudaron a organizar grupos terroristas fascistas como la Mano Blanca, Nueva Organización Anticomunista y el Consejo Anticomunista de Guatemala, que asesinaron a miles de estudiantes, trabajadores y campesinos", reportó FIN, sin sospechar que a los pocos meses dos de sus colaboradores estarían entre las víctimas. Davis fue transferido a Chile después de elegido Salvador Allende y trajo desde Guatemala un numeroso contingente de personal político.
Horman era un periodista estadounidense de tendencia liberal que estaba investigando la participación de la CIA en el asesinato de René Schneider.

### Frank Teruggi
Frank Teruggi, era un ex seminarista vinculado a la Teología de la Liberación y tempranamente detectado por el FBI como miembro del Grupo del Área de Chicago para América Latina (CAGLA), ONG progresista y antiimperialista considerada "subversiva" por el gobierno de Washington. También participó en manifestaciones y grupos de activistas contra la prolongada guerra de Vietnam, que EE. UU. extendió a todo el sudeste asiático. Durante toda su permanencia en Chile Teruggi fue monitoreado en secreto por los servicios de inteligencia de EE. UU. que siempre han operado en este país sudamericano. Entretanto, el joven tomaba clases en el Centro de Estudios de la Realidad Nacional (CEREN), de la Universidad Católica, para conocer mejor la sociedad chilena, estudiaba en el Centro de Estudios Económicos y Sociales de la Facultad de Economía de la Universidad de Chile y, a la vez, aprendía el idioma galo en el Instituto Chileno Francés de Cultura. Convertido en la práctica en activo redactor y traductor de la agencia noticiosa FIN.

; “mediante memorándum, de 28 de noviembre de 1972, al Director Ejecutivo del FBI, desde la legación estadounidense en Bonn, Alemania, califica a Frank Teruggi de “subversivo” y se indica que la información en relación con a Teruggi fue proporcionada por el 66° Grupo de Inteligencia Militar (66th MIGp),  bajo clasificación confidencial y marcada (con la nota) “Alerta – Fuentes y Métodos sensibles involucrados. Originalmente provenía de… desde Heidelberg, Alemania. La naturaleza de esta fuente debiera ser protegida

## Golpe militar de 1973

### Testigo molesto porque sabía demasiado
Por azar Charles Horman quedó atrapado en Viña del Mar el día del golpe militar.
En sus últimos meses, Horman investigaba sobre los autores intelectuales, los cómplices y las ramificaciones del caso Schneider, en el que también estuvieron implicados funcionarios estadounidenses, según constató el Senado de los EE. UU. en 1975. Convencido de que su país complotaba en gran escala contra Allende, por casualidad le tocó vivir el día del golpe y los cuatro posteriores precisamente entre oficiales de inteligencia naval, veteranos de la Guerra de Vietnam y agentes de la CIA fanáticamente anticomunistas. Estos coordinadores del apoyo logístico para la ejecución del golpe operaban con sus homólogos chilenos desde un centro habilitado en el exclusivo Hotel Miramar de Viña del Mar. relacionándose con todo el equipo de inteligencia naval y militar de los Estados Unidos, a cargo de la asonada.  Como Horman era estadounidense, los militares fueron  "poco cuidadosos" en sus revelaciones, lo que llevó al arresto y a la desaparición de Horman, lo que generó un gran revuelo internacional e inspiró varios libros y al menos una película (Desaparecido)
La coordinación de la intervención se centró en Viña del Mar.

....Fue allí en Valparaíso donde los oficiales comprometidos en la conspiración se reunieron en secreto con un oficial de marines estadounidense, el mismo que después mantendría contactos con el almirante Toribio Merino, Jefe de la Armada en Valparaíso. Ese hombre era el teniente coronel Patrick Ryan". Precisamente, este personaje fue uno de los estadounidenses que conocieron Charles y Terri cuando se quedaron "varados "en el Hotel Miramar a causa del golpe. 
General Carlos Prats en el Times de Londres 

Conocieron también a Arthur Cráter, ingeniero naval en retiro que llegó desde Panamá el 6 de septiembre, estuvo en alta mar hasta el día del golpe y confidenció que vino "a cumplir un trabajo que ya está hecho". Este protagonista suelto de lengua conocía al dedillo las operaciones iniciadas en Valparaíso en la madrugada del 11 y extendidas luego a todo el país. Horman padre suponía que Cráter fue un encargado de comunicaciones de la NSA, Agencia de Seguridad Nacional, la organización de inteligencia más secreta del gobierno de los EE. UU. Y que estaba embarcado en el Destructor Jesse L. Brown.
También conocieron a Ray Davis, jefe del grupo militar de los EE. UU., con oficinas en el mismísimo ministerio de Defensa, quien terminó trasladando a la pareja a Santiago en su automóvil, aunque Horman no quiso que los llevara hasta sus domicilios. Según el libro de Thomas Hauser, Davis fijó su residencia definitiva en Chile, como jubilado.

### Apresado, torturado y asesinado
El 17 de septiembre de 1973 Horman fue apresado por soldados chilenos. Un camión militar sacó a Horman de su casa de la avenida Vicuña Mackenna 4126, hasta donde se había mudado recientemente desde Los Dominicos. Una testigo siguió al vehículo que lo llevó hasta el Ministerio de Defensa. En el noveno piso, y a pocos metros de la oficina de Ray Davis, el general Augusto Lutz, director del Servicio de Inteligencia Militar, (SIM); el coronel Hugo Barrías, subdirector; y un estadounidense no identificado acordaron eliminar a Horman porque "sabía demasiado", según testimonio de Rafael González, exagente de seguridad adscrito al estado mayor de la defensa, asilado en la embajada de Italia en septiembre de 1975. Frank Teruggi fue secuestrado de su domicilio, en la calle Hernán Cortés de Ñuñoa, junto con otro estadounidense, David Hathaway, quien logró salir con vida del infierno militar chileno digitado por los EE. UU.
Horman estuvo en la oficina de Augusto Lutz en el edificio del ministerio de Defensa (actual edificio de las Fuerzas Armadas), quien era el jefe de la Dirección de Inteligencia del Ejército. González actuó en ese edificio por esos primeros días como el oficial de inteligencia de enlace en relación con los detenidos que llegaban.
González Verdugo, que cambió después la V de su apellido por la B, interrogó a Horman en el ministerio de Defensa, pues habla perfecto inglés. Según él, Lutz ordenó eliminar a Horman. González dice que trabajó en 1970 bajo el mando de Lutz en el EMDN. El general Herman Brady era en septiembre de 1973 el jefe de la guarnición de Santiago, y Sergio Arellano Stark el comandante de la Agrupación de Combate del centro de Santiago. Patricio Carvajal era el ministro de Defensa.
Gracias a la gran cantidad de información aportada a la investigación por los documentos desclasificados por los EE. UU., quedó establecido en el proceso que en la intriga criminal participaron además funcionarios de la embajada y del consulado estadounidenses, al menos en calidad de encubridores del homicidio, como el cónsul Frederick Purdy, que vive en Chile y que también postula a ser procesado en la causa. Como buen nido de agentes de la CIA a la época de la intriga, el “chofer” de Purdy saltó de la noche a la mañana a convertirse en el segundo de la Embajada de los EE. UU. en Santiago. Un tal “Thompson” (Jeffrey Davidow).
Posteriormente fue conducido al Estadio Nacional en Santiago de Chile, el cual se había habilitado como un campo de concentración "ad hoc". Ahí los prisioneros eran interrogados, torturados y ejecutados de forma extrajudicial.

### Desaparecido
El paradero del cuerpo de Horman fue por lo visto indeterminado, al menos para los estadounidenses, durante aproximadamente un mes después de su muerte, aunque más tarde fue determinado que, después de su ejecución, el cuerpo fue enterrado dentro de una pared del Estadio Nacional. Este más tarde apareció en una morgue en la capital chilena. Un segundo periodista estadounidense, Frank Teruggi encontró un destino similar.
Tanto el régimen militar chileno como el Gobierno estadounidense sabían de la existencia de Horman y de las condiciones en que estaba, así como de su ejecución en 1973.
Según el certificado de defunción, Horman falleció a las 9:45 horas del 18 de septiembre de 1973 por heridas múltiples de bala. Fue encontrado en las calles de Santiago y trasladado al Instituto Médico Legal. Debido a un "error", no se reconoció su cadáver hasta el 18 de octubre, un día después que Edmund Horman supo positivamente que su hijo fue asesinado por militares. La dictadura se tomaría otros cinco meses para autorizar la repatriación de los restos el 5 de marzo de 1974.

..."Sentimos que la gente en los EE. UU. probablemente no entiende del todo la importancia de los acontecimientos recientes, pero desafortunadamente una de las razones de esta falta de comprensión ...es la manera sistemática en que distorsionan y malinterpretan las raíces del conflicto actual".....
Boletín FIN de julio de 1975.

Según Steve Volk, Charles Horman y Frank Terruggi creían que eran inminente un golpe de derecha.

..."Como ciudadanos estadounidenses, armados con pasaportes que pensábamos tenían un poder protector mítico, dimos por descontado que poca cosa nos podía pasar".....
Frank Teruggi

## Memorando del Departamento de Estado de los Estados Unidos
Durante muchos años después, el gobierno de Estados Unidos mantuvo firmemente su ignorancia acerca del asunto. Sin embargo, en octubre de 1999, Washington finalmente dio a conocer un documento en que reconoce que los agentes de inteligencia de EE. UU. jugaron un papel en su muerte.  El memorando del Departamento de Estado, de fecha 25 de agosto de 1976, fue desclasificado el 8 de octubre de 1999, junto con 1100 otros documentos liberados por diversos organismos de EE. UU. que se ocupan principalmente de los años previos al golpe militar.
Escrito por tres funcionarios del Departamento de Estado - Rudy Fimbres, RS Driscoll y WV Robertson y dirigida a Harry Schlaudeman, un funcionario de alto rango en la división de América Latina del departamento - el documento de agosto describe al caso Horman como "molesto", debido a los informes en la prensa, las investigaciones del Congreso y de carga mediática que el asunto conllevaba como "negligencia por nuestra parte, o peor aún, la complicidad en la muerte de Horman". El memo fue escrito mientras que Henry Kissinger era Secretario de Estado.

"El departamento de Estado debe rechazar categóricamente tales insinuaciones en defensa de los funcionarios de EE.UU.".  A continuación, sin embargo, reconoce que estas "insinuaciones" estaban bien fundadas.  (Los tres funcionarios del Departamento de Estado dijeron que había pruebas de que) "El GOC [Gobierno de Chile] trató a Horman y se sintió amenazado por lo que ordenó su ejecución inmediata. El GOC podría haber creído qué el estadounidense podría ser asesinado sin efectos negativos hacia el USG [Gobierno de Estados Unidos] ".
 El memorando del Departamento de Estado, de fecha 25 de agosto 1976

El informe declara que las pruebas circunstanciales indican que la "inteligencia EE.UU. puede haber jugado un papel lamentable en la muerte de Horman. En el mejor de los casos se limitó a proporcionar o confirmar información que ayudó a motivar a su asesinato por el GOC. En el peor, la inteligencia de EE.UU. es consciente de que el GOC vio a Horman como una amenaza grave y los funcionarios de EE.UU. no hicieron nada para impedir el resultado lógico de la paranoia del GOC.
Después de la liberación de este memorando del Departamento de Estado, la viuda de Horman, Joyce, lo describió como "muy cerca de una pistola humeante".  El memorando mismo había sido liberado a la familia Horman más de veinte años antes, pero los párrafos mencionados anteriormente había sido ocultados por el Departamento de Estado. La última versión todavía tiene pasajes tachados, por razones de "seguridad nacional", pero revela más de lo que hace dos décadas.

## Su padre, Ed Horman investiga infatigablemente su desaparición
Ed Horman, padre de Charles, investigó infatigablemente las circunstancias del asesinato de su hijo, hasta su fallecimiento en Nueva York en 1994.

"He pasado varios años de mi vida investigando la muerte de mi hijo y, contra mí voluntad, he llegado a concluir que se está desviando la responsabilidad del gobierno militar chileno por una razón muy sencilla: si el dedo acusador lo señalara, de inmediato surgiría detrás la mano de Washington",  "La auténtica responsabilidad de la muerte de mí hijo está en la propia embajada de EE. UU. Su vida fue sacrificada para encubrir las actividades estadounidenses en Chile",......"En 1973, los medios de comunicación no mostraron gran sagacidad en comprender el alcance de las operaciones encubiertas en Chile: la administración Nixon, acosada por Watergate, negaba una y otra vez la intervención ilegal contra el gobierno de Allende ",....."Las informaciones recogidas por Charles pudieron cambiar las cosas. A fin de impedirlo, se facilitó su nombre y dirección a las autoridades militares chilenas para que lo detuvieran e interrogaran"
Ed Horman en el libro de Thomas Hauser

Ed Horman concluyó que Charles y su amiga Terri "tropezaron en Viña del Mar con pruebas concluyentes de la participación de EE.UU. en el golpe de Estado". Al principio, el personal militar habló sin reparos en presencia de la pareja de jóvenes "gringos", pero a los pocos días, alguien de la cúpula de la embajada se inquietó por lo que pudieron haber visto y oído.

"Sé que Charles Horman fue ejecutado porque sabía demasiado. Su detención y muerte fueron llevadas a cabo entre la CIA y las autoridades locales", declaró Rafael González al gobierno de EE.UU., testimonio ratificado después para la familia Horman en su juicio contra los funcionarios del departamento de Estado y de la embajada en Santiago.

Ed Horman, padre de Charles Horman

El padre de Horman, culpó directamente al oficial político de la Embajada en 1973, Jeffrey Davidow, de haber tenido conocimiento de la situación de su hijo y de haber omitido las conductas tendientes a salvarlo.

## El libro, la película y los reportajes televisivos del caso
El caso Horman se hizo conocido gracias a la premiada película Missing (1982), dirigida por Costa-Gavras y protagonizada por Jack Lemmon y Sissy Spacek.

Colega Charles Horman:Los sentimientos de Justicia vuelan por sobre las fronteras, las nacionalidades y las razas; Como amabas profundamente a tu patria, quisiste corregir sus errores para que otras patrias, aunque indefensas, no la execraran; Y cuando los filibusteros de tu gran nación asestaron el zarpazo de la muerte a la pequeña nación mía, te entregaron también a los mercenarios para que acabaran con tu vida, plena de amor, de idealismo y de justicia.
Alejandro Lizana Valdés (Tiro Fijo), periodista chileno, 18 de marzo de 1996.

The Execution of Charles Horman, de Thomas Hauser, publicado en 1978 por Avon Books de Nueva York y en 1988 por Ediciones Martínez Roca de Barcelona en su versión castellana (Desaparecido), inspiraría Missing, el film de Costa Gavras. Ambas obras llevaron a Charles y a los militares estadounidenses involucrados en el golpe a la conciencia de millones de personas, por lo menos de otros países, ya que la película nunca se ha comercializado en la cartelera oficial chilena. Solo se ha visto en vídeos que circularon clandestinamente durante la dictadura de Pinochet.
El episodio de la décima temporada de la serie Law & Order "Vaya Con Dios" está basado en este asesinato.

## Comportamiento de la Embajada de Estados Unidos frente a sus connacionales
La Embajada de Estados Unidos en Santiago no prestó asistencia consular –ni de ninguna naturaleza– a sus compatriotas indefensos condenados a morir por los servicios de inteligencia estadounidenses a manos de militares chilenos. Al contrario, los funcionarios diplomáticos requeridos por familiares y amigos de las víctimas actuaron como cómplices y encubridores, desde el mismísimo cónsul Frederick Purdy a otros funcionarios menores como John Anderson, Marian Lipton, John Hall y Dale Shaffer.

La auténtica responsabilidad de la muerte de mi hijo está en la propia embajada de Estados Unidos. Su vida fue sacrificada para encubrir las actividades estadounidenses en Chile. Charles y su amiga Terri "tropezaron en Viña del Mar con pruebas concluyentes de la participación de EE.UU. en el golpe de estado". Al principio, el personal militar habló sin reparos en presencia de la pareja de jóvenes gringos, pero a los pocos días, alguien de la cúpula de la embajada, se inquietó por lo que pudieron haber visto y oído. 
Ed Horman 

"hay documentos que indican que para la familia Horman la embajada de los Estados Unidos en Santiago no realizó ningún tipo de gestión a fin de interceder por sus ciudadanos detenidos y lograr una rápida liberación de ellos; al contrario la política de la embajada era de no provocar conflicto alguno con el nuevo gobierno".
 Resolución de Juez Zepeda en 2012

## Juicio
Las certeras intuiciones de Charles Horman sobre una conspiración resultaron ratificadas dos años después por esta comisión:

"Durante 1970-73 la oficina CIA recopiló inteligencia operacional necesaria para el caso de un golpe: listas de arresto, instalaciones civiles claves y personal civil que necesitaba protección; instalaciones gubernamentales claves que debían ser tomadas y planes de contingencia que el gobierno utilizaría en caso de una insurrección militar».
Comité Church 1975

La CIA asegura que toda esta información nunca se entregó a los militares chilenos.
El Informe Church reveló que "colaboradores de la CIA estuvieron envueltos en la preparación de un primer plan económico global" para la junta militar y en la preparación del Libro Blanco que justificó el derrocamiento del régimen de Allende. El Informe concluyó que "las operaciones de recolección de inteligencia de la CIA entre los militares chilenos incluyeron actividades que iban más allá de la simple recolección de información:
Documentos desclasificados en 1999 revelan que pudieron tener participación en la desaparición de Charles Horman y Frank Teruggi en Chile. Implicaban a la CIA en el asesinato de dos ciudadanos estadounidenses durante el golpe de Estado perpetrado en Chile en 1973, según informó el diario "The New York Times".
En 14 de septiembre de 2001, el Estado chileno se excluyó del caso Horman.
El caso aún está abierto y en 2003 la justicia chilena emitió un fallo condenatorio a agentes civiles de la inteligencia militar como cómplices de asesinato pero sin tocar el rol de Estados Unidos en dicho crimen ni el encubrimiento de otros como es el caso Schneider.

"El día 17 (de septiembre) entre las 18 y 19 horas aproximadamente oficiales de inteligencia dependientes del Departamento 2 del Estado Mayor de la Defensa Nacional interrogan a Charles Horman en la oficina del director de Inteligencia, ubicado en los pisos superiores del Ministerio de Defensa, concordando el interés de la autoridad con los antecedentes que Horman tenía sobre la investigación del caso Viaux- Schneider",
 ministro Jorge Zepeda, fallo condenatorio en 2003

Su viuda en el 2004, pidió el desafuero de Augusto Pinochet por el caso.
El 19 de noviembre de 2008, la Corte de Apelaciones de Santiago confirmó el procesamiento del exagente Rafael González Verdugo en el juicio por el asesinato de Charles Horman. El tribunal rechazó un recurso del abogado defensor de González, Christian Espejo, quien apeló el procesamiento de su cliente, que fue enjuiciado como cómplice del crimen el 10 de diciembre de 2003 por el juez especial Jorge Zepeda. Esta ha sido una de las últimas sentencias dictadas contra el agente de inteligencia de la FACH, quien está sindicado como uno de los responsables directos de la muerte de Horman.
En el proceso están identificados miembros de la patrulla que detuvo a Horman, y aparece cada vez más claro que este no murió el 18 de septiembre de 1973 como se informó oficialmente, sino algunos días después. También están identificados militares que lo trasladaron de un lugar a otro.

### Preguntas por oficio a Estados Unidos de la Familia Horman
1. ¿Quiénes eran los altos oficiales en servicio activo de las fuerzas armadas chilenas que a las 8.00 a. m. del 22 de octubre de 1970, día del asesinato del entonces comandante en jefe del ejército René Schneider, tuvieron una reunión con el agregado militar de la embajada de Estados Unidos, quien les entregó seis sub ametralladoras, equipos de gases y máscaras?[1]
2. ¿Que actividades hubo en las naves de EE. UU. que estuvieron en Valparaíso durante los días anteriores y durante la ejecución del golpe?[1]
3. ¿Quiénes eran los estadounidenses que habrían participado en allanamientos en Viña del Mar?[1]
4. ¿Quiénes eran los comandos que dicen haber venido a Chile y en qué acciones participaron?[1]
5. ¿Quién autorizó esas acciones?[1]
6. ¿Qué papel desempeñaron los agentes de la CIA, que renovaron las relaciones "oficiales" con sus congéneres chilenos tras el golpe, en la creación y operaciones de la DINA en Chile y en el exterior?[1]
7. ¿Qué papel desempeñó la embajada de EE. UU. en la detención e interrogatorio de más de doce jóvenes estadounidenses en los días posteriores al golpe y en el asesinato de Horman y Teruggi?[1]
8. ¿Quién era el estadounidense presente en el noveno piso del ministerio de Defensa cuando se decidió ejecutar a Charles Horman?[1]

### Se dicta sentencia
A casi 40 años del asesinato del joven periodista estadounidenses Charles Horman Lazar, de 30 años, ultimado por el ejército chileno el 17 de septiembre de 1973, y su amigo Frank Randall Teruggi Bombatch, 24 años, estudiante de economía muerto cinco días después, el juez especial Jorge Zepeda Arancibia, ministro fuero de la Corte de Apelaciones de Santiago, ordenó el procesamiento por homicidio calificado del capitán de navío estadounidense Ray E. David Charles, a la sazón Comandante de Grupo de la Misión Militar de Estados Unidos en Chile. El magistrado también pidió a la Corte Suprema que autorizara la solicitud de extradición del estadounidense Ray E. David Charles para que fuera juzgado en Chile.
El autor material del asesinato fue el brigadier en retiro del ejército Pedro Octavio Espinoza Bravo, subdirector de la DINA, preso por numerosos asesinatos relevantes, como los del ex canciller Orlando Letelier en Washington (1976) y el comandante en jefe, general Carlos Prats en Buenos Aires (1974), condenado –además– a cadena perpetua en París por matar a cuatro franceses.

 "Que, con el mérito de los antecedentes reseñados, más la declaración de Pedro Octavio Espinoza Bravo, de fojas 5.437 y siguientes, aparecen presunciones fundadas para estimar que ha tenido participación en los referidos delitos de homicidio calificado, previstos en el artículo 391 N° 1, circunstancia primera del Código Penal, en las personas de Charles Edmund Horman Lazar y de Frank Randall Teruggi Bombatch, en calidad de autor".
Sentencia del Juez Zepeda

### La Seguridad Nacional de Estados Unidos asesinó estadounidenses en 1973
Un juez chileno procesó en enero de 2012 a un oficial naval jubilado de EE. UU., el capitán Ray E. Davis, por el asesinato de dos ciudadanos estadounidenses en Chile durante el golpe de Pinochet, que fue apoyado por EE. UU. en 1973. La acusación indica que militares de EE. UU. y la CIA pudieron haber sido responsables del “asesinato por Seguridad Nacional” de dos estadounidenses varias décadas antes del inicio de la guerra contra el terrorismo. Los dos estadounidenses eran periodistas –Charles Horman, de 31 años, y Frank Teruggi, de 24 años–. Ambos jóvenes fueron hechos prisioneros y ejecutados a sangre fría durante el golpe de Pinochet en 1973.Por décadas, jugando al inocente, la CIA negó cualquier implicación en estos asesinatos. Luego, en 1999 un documento desclasificado del Departamento de Estado reveló que la CIA había desempeñado de hecho, un cierto papel no identificado por lo menos en el asesinato de Horman.

### Solicitan la extradición de Ray Davis
El ministro de fuero, Jorge Zepeda, solicitó a la Corte Suprema de Chile, el 19 de abril de 2012 que trámite la solicitud de extradición del exmilitar estadounidense Ray E. Davis, procesado por los homicidios de los ciudadanos estadounidenses Charles Horman Lazar y Frank Teruggi Bombatch, días después del golpe militar en 1973. Según la solicitud de extradición el periodista Charle Horman y el estudiante Frank Teruggi, fueron detenidos luego del golpe del golpe, siendo llevados al Estadio Nacional, donde fueron asesinados.

..."el homicidio de Charles Horman Lazar se produjo durante las operaciones secretas en contra de ciudadanos estadounidenses y formó parte de la actividad de 'Inteligencia' de Ray E. Davis en su calidad de sujeto oficial de Comandante del Grupo de la Misión Militar de los Estados Unidos de América en la embajada en Chile", ...
Resolución del Juez Zepeda en el Sitio Web del Poder Judicial de Chile

La solicitud de extradición será analizada por la Segunda Sala de la Corte Suprema, después de revisar el informe de la fiscal judicial del máximo tribunal. Finalmente, la 2° Sala de la Corte Suprema dio curso a la solicitud de extradición

### Informan de la muerte de Ray E. Davis
Un certificado de defunción emitido en Santiago dice que Ray E. Davis murió de una “falla multisistémica” el 30 de abril de 2013, a la edad de 88 años. En ese momento, él estaba viviendo en un hogar de ancianos en Providencia. Un empleado aseguró a New York Times que Davis se encontraba hace un año en el lugar, supuestamente aquejado de Alzheimer.
Registros en el cementerio Parque del Recuerdo en Santiago también muestran que un Ray E. Davis fue incinerado allí, pero que sus restos fueron trasladados a otro lugar.

“¿Cómo es que nadie notificó al sistema judicial chileno o la Embajada de EE.UU. que Ray Davis estaba en Chile, cuando ahora parece que él había estado en Chile durante un año? 
Joyce, viuda de Charles Horman.

## Consecuencias del Caso Horman
Este es el tema que más complicaría a Estados Unidos; la extradición de Ray Davis no solo sería para responder sobre las responsabilidades individuales que su relación con estos delitos puedan tener. Los antecedentes recopilados con referencia a la omisión que causó el bajo apoyo de la embajada para ayudar a estos ciudadanos más la información entregada que decantó en la relación directa en la ejecución de Teruggi, deja el espacio abierto a las acciones que Estados Unidos tuvo no solo en Chile, sino en todo el continente americano.

## Personajes relevantes en el caso
La única teoría que se manejó durante 30 años era que el General Augusto Lutz habría dado la orden de eliminar a Charles Horman durante su período a cargo de la Dirección de Inteligencia del Ejército (DINE, también conocida como Servicio de Inteligencia Militar, o SIM). El año 2003 el juez Juan Guzmán Tapia fue apartado del caso Horman y la causa se le asignó al juez Jorge Zepeda Arancibia, cuyo trabajo supuso un quiebre con la investigación previa. Su tesis básicamente es que el Departamento II (Inteligencia) del Estado Mayor de la Defensa Nacional (EMDN) sería la entidad responsable de la muerte de Horman. Esta teoría ha sido cuestionada desde varios ángulos.

### Augusto Lutz
La familia Lutz Herrera ha insistido desde la década del '70 en que no resulta consistente con la trayectoria personal y profesional de su padre que este se hubiera involucrado en el asesinato de opositores al régimen, especialmente considerando que el asesinato de Augusto Lutz se habría debido precisamente a su oposición a Pinochet y la DINA.
Investigaciones sobre la conjura golpista como las de Patricia Verdugo (Interferencia secreta), Ignacio González Camus (El día que murió Allende), Mónica González (La conjura: los mil y un días del golpe) y Ascanio Cavallo, Manuel Salazar y Óscar Sepúlveda (La historia oculta del régimen militar) no le asignan al general Lutz ningún rol en ella Después del golpe Lutz intercedió por varios detenidos y puso en libertad a otros No alcanzó a estar ni un mes en su cargo como Director de Inteligencia del Ejército, y para el año siguiente fue hallado muerto en misteriosas circunstancias.
El fallo del juez Jorge Zepeda señaló que “La decisión de dar muerte a Charles Horman Lazar, por tratarse de un detenido extranjero, se dispone por el Departamento II del Estado Mayor de la Defensa Nacional”.

### Pedro Espinoza
El juez Jorge Zepeda condenó como autor del asesinato de Charles Horman a quien en 1976 sería subjefe de la DINA, el entonces mayor de Ejército Pedro Espinoza Bravo, pero no logró acreditar que la muerte hubiera ocurrido en el Estadio Nacional ni que Espinoza hubiera estado en el recinto deportivo. Ninguno de los miles de detenidos que pasaron por el Estadio ha testimoniado (en el proceso por la muerte de Horman o en otros) haber visto u oído hablar de Espinoza Bravo, pero sí de Jorge Espinoza Ulloa, coronel de ejército a cargo del Estadio.
Respecto a este fallo del juez Jorge Zepeda, Peter Kornbluh, investigador ligado a la Fundación Horman y autor de Los EE. UU. y el derrocamiento de Allende: una historia desclasificada y Pinochet: los archivos secretos, ha declarado que "los detalles de su muerte y por qué fue asesinado aún están nebulosos" ("the details of his death and why he was killed are still murky"). y que aunque el juez citó varios documentos desclasificados como fundamento para su resolución, “ninguno de ellos vincula a Davis o Espinoza con los crímenes” (“none of them tie Davis or Espinoza to the crimes”). Siendo aún más categórico, Kornbluh afirmó que "el juez tendrá que presentar "evidencias concretas" Incluso el Punto Final, periódico ligado al MIR, lamentó que en la resolución de Jorge Zepeda “no se revela el papel exacto que cumplió Espinoza -hoy cumpliendo condena por otros asesinatos- en los crímenes de ambos jóvenes estadounidenses, ni tampoco qué funciones tenía cuando ocurrieron los hechos".
El semanario El Siglo, órgano oficial del Comité Central del Partido Comunista de Chile, se ha sumado a las voces que reclaman ante lo que consideran una pésima labor judicial: "¿La imputación a Espinoza Bravo es, a falta de pruebas, una cortina de humo ante la dificultad de establecer la verdad? El fallo del juez Zepeda no les hace justicia a las víctimas ni, menos, entrega la verdad a sus familiares y a la comunidad".
El 30 de diciembre de 2011, en un fallo dividido la Corte de Apelaciones confirmó el sometimiento a proceso de Pedro Espinoza, consignando en el voto de minoría que no se había mostrado ninguna vinculación de Espinoza con el crimen.

### Rafael González
Desde 1954 hasta el golpe de Estado del 11 de septiembre de 1973, González fue agente del Departamento II, Inteligencia, del Estado Mayor de la Defensa Nacional, donde cumplía labores en contra del sabotaje económico de la CIA en el país (en Corfo) desmantelando las redes de la CIA vinculadas al Proyecto Camelot en Chile en 1968, materias sobre las cuales asesoró, a solicitud del Ministerio de Defensa del Presidente Allende, entre marzo y septiembre de 1971, al Director de la Policía de Investigaciones, Dr. Eduardo Paredes. Para encubrir su labor de agente secreto se desempeñaba como funcionario de Corfo.
Por los certeros informes que González realizaba, el jefe del servicio de inteligencia “del Estado Mayor de la Defensa Nacional le programó una cita con el Subsecretario del interior, Daniel Vergara, en diciembre de 1972, donde le indicó que si no se hacían ciertos cambios cruciales para mejorar la situación económica del país, entre ellos el sacar de Corfo a Pedro Vuskovic y reemplazarlo por José Cademártori, habría un Golpe de Estado en septiembre de 1973”.
La oposición de Rafael González a las arbitrariedades de los sublevados contra el régimen constitucional se manifestó desde el primer día de la dictadura y "tras el golpe salvó a decenas de partidarios de la Unidad Popular de ser injustamente exoneradas, encarcelados o de una muerte segura, como el periodista Carlos Jorquera, a quien el mismo día 11 en La Moneda salvó de correr el destino de sus compañeros en Peldehue", todos los cuales fueron asesinados el 12 de septiembre en el Regimiento Tacna por órdenes del general Herman Brady, quien era Jefe de la II División del Ejército, con asiento en Santiago, Comandante de la guarnición de la capital, y juez militar de Santiago, por lo que la suerte de todos los detenidos dependía de él. González contribuyó con su testimonio a aclarar lo ocurrido con los resistentes en la Moneda.
El día 11 de septiembre en la Moneda González se negó a cumplir la orden del general Javier Palacios de ejecutar al periodista Carlos Jorquera, quien relata que "un militar me reconoció y rompió la orden que le dieron de que me matara ahí mismo. A él le debo la vida [...] Años después, cuando ganó Aylwin, nos encontramos. Nos dimos un tremendo abrazo y hasta hoy es uno de mis grandes amigos: es el ex integrante del Estado Mayor de la Defensa Nacional, Rafael González, que después fue despedido de la institución y debió salir al exilio". Tras el golpe, el Gral. Palacios fue nombrado Vicepresidente de Corfo y en represalia por no haber cumplido con la orden de asesinar a Jorquera, González fue despedido de Corfo, organismo que le servía de cobertura para su trabajo de agente secreto. A pesar de la crítica situación en materia de derechos humanos, el exsenador Alberto Jerez Horta relata en sus memorias cómo González se las arregló para seguir salvando vidas de perseguidos por la dictadura y “aprovechando sus funciones, el propio Rafael echó a la caldera del Hospital de la Fach las carpetas de Guillermo Sáez Pardo, Juan Ibáñez Elgueta, Héctor Ortega Fuentes y Carlos Morales Salazar, librándolos de todo peligro".
En abril de 1974 el almirante Patricio Carvajal desvinculó a Rafael González del EMDN por haberle entregado información al entonces Ministro del Interior, General Óscar Bonilla, acerca de las graves violaciones a los derechos humanos que se estaban cometiendo en el Regimiento Tejas Verdes de San Antonio, encabezado por el entonces coronel Manuel Contreras, jefe de la naciente DINA. González fue destinado como agente de la FACH en abril de 1974, permaneciendo inactivo y sin participación alguna en actividades represivas. El general Bonilla se presentó en Tejas Verdes y presenció las inhumanas condiciones de los prisioneros, por lo que ordenó el arresto del coronel Contreras, pero Pinochet anuló dicha orden y poco después el general Bonilla murió en un sospechoso accidente de helicóptero. Los técnicos franceses enviados por la empresa fabricante del helicóptero para investigar lo ocurrido también murieron en circunstancias cubiertas de dudas. Pinochet designó al general Herman Brady como sucesor de Bonillla en el Ministerio de Defensa.
La carrera de Rafael González como agente de inteligencia llegó a su fin el 2 de septiembre de 1975 mientras cumplía con la orden de investigar denuncias sobre malversación de fondos en la FACH y fue dado de baja sin explicación alguna por esta institución. Fue alertado por el subdirector de Inteligencia de Carabineros, coronel Pablo Navarrete, de la orden de eliminarlo emanada de la recién creada Dirección de Inteligencia de la Fuerza Aérea (DIFA), por lo cual se asiló en la Cancillería de Italia, gracias a la ayuda de Octavio Abarca, un antiguo amigo suyo exsecretario del Regional Norte del Partido Comunista, y solo pudo partir al exilio después de tres años, una vez que la DINA fue disuelta y el general Gustavo Leigh fue destituido de la FACH pues Contreras y Leigh se oponían terminantemente a su salida). Rafael González sufrió el asilo más prolongado de la dictadura de Pinochet, desde el 3 de septiembre de 1975 hasta el 13 de mayo de 1978, cuando partió al exilio gracias a las gestiones que el Padre Baldo Santi, entonces Presidente de CARITAS Chile, realizó por petición expresa del Cardenal Raúl Silva Henríquez.
Mientras estaba asilado en la Cancillería de Italia en Santiago, González denunció ante periodistas de CBS y del Washington Post haber visto a Charles Horman en dependencias del Ministerio de Defensa una semana después del Golpe, lo cual dio inicio a la investigación del caso Horman, ya que se hizo imposible para las autoridades estadounidenses y chilenas proclamar su ignorancia acerca de los hechos.
En 1978, una vez en el exilio en España, fue contactado (a través del exsenador socialista Erich Schnake) por Edmund Horman, padre de Charles Horman, quien lo invitó a Estados Unidos para que lo ayudara a entablar un juicio contra Henry Kissinger, la CIA y el Departamento de Estado de EE. UU. por complicidad en la muerte de su hijo. Joyce, la viuda de Charles Horman, declaró a CNN que solo con el testimonio de Rafael González estuvieron en condiciones para iniciar el mencionado juicio contra Kissinger, la CIA y el Departamento de Estado de EE. UU.
Después de su procesamiento, Rafael González creó un blog ("Justicia para Horman, justicia para González") en el cual hace un recuento de su trayectoria profesional como agente de inteligencia (1954-1975) y comenta las resoluciones del juez Jorge Zepeda, las cuales considera un montaje judicial que no hace justicia a la familia Horman, deja impune a los verdaderos responsables y lo involucra en un delito del que es ajeno.

### Patricio Carvajal
Durante el proceso judicial aparecieron vinculados a la muerte del periodista estadounidense altos oficiales de la armada chilena, cuyos nombres habían permanecido en las sombras durante décadas en lo que se refiere al caso Horman. Se trata del Vicealmirante Patricio Carvajal, el Capitán de Corbeta Raúl Monsalve y el Capitán de Navío Ariel González Cornejo. En sus declaraciones los dos últimos (Carvajal se suicidó en 1994) alegan inocencia y acusan la participación del Ejército.
Previo al golpe, Carvajal era el Jefe del Estado Mayor de la Defensa Nacional y en esa calidad ordenó entre mayo y junio de 1973 una investigación respecto a los "extremistas extranjeros" que trabajaban en Chile Films, lugar donde laboraba Charles Horman. Con toda probabilidad tal orden debe haberla encomendado a quien era el Jefe del Depto. II, Inteligencia, del EMDN, Ariel González.
El 21 de marzo de 1974, Patricio Carvajal le ordena a Rafael González que asista al Vicecónsul de los EE. UU., James Anderson, en la búsqueda del cuerpo de Horman para su repatriación. Según Rafael González, lo “hicieron buscarlo y encontrarlo” para después culparlo a él y para encubrir al personal estadounidense y chileno involucrado en la muerte, porque las autoridades chilenas y estadounidense ya conocían la ubicación de los restos en un nicho del Cementerio General desde el 18.10.1973, a un mes de la muerte de Horman, cuando el Cónsul General de EE. UU., Frederick Purdy, se lo había informado oficialmente al padre (Edmund) y la viuda (Joyce) de Horman cuando estos se encontraban en el cuartel general de la Policía de Investigaciones, declarando ante el Inspector Mario Rojas Chávez.
En abril de 1977 Carvajal fue condecorado con la Gran Cruz de la Orden de Isabel La Católica por el entonces Rey de España, Juan Carlos I, Gran Maestre de dicha orden.Una vez llegada la democracia fue miembro del Tribunal Supremo del partido derechista Unión Demócrata Independiente (UDI) por dos períodos consecutivos (1988-1989 y 1989-1993).

### James Anderson
James Anderson era un agente de la CIA que operaba bajo la cubierta de Vicecónsul de EE. UU. y junto con otro agente de la CIA, John S. Hall, encubierto como agregado consular, pretendían estar ayudando a la familia Horman en su dramática situación. Anderson afirmó su completa ignorancia respecto a Horman, cuando le dijo al Washington Post el 17 de septiembre de 2000 que ni el Consulado de EE. UU. ni la CIA tenían siquiera conocimiento de que Horman y Teruggi estuvieran en Chile hasta que se reportó su ausencia.

### Ariel González
Este Capitán de Navío jugó un rol clave en la historia de la conjura golpista, pues fue él quien engañó a la junta de almirantes el día 9 de septiembre asegurándoles que el ejército ya había confirmado su participación en el golpe, fue él quien (acompañado por el Almirante Sergio Huidobro) convenció a Pinochet de sumarse al golpe, amenazando con que de no hacerlo, él mismo encabezaría desde Valparaíso a los infantes de marina en su avance hacia Santiago.
Con posterioridad al golpe y como jefe de la inteligencia del EMDN, coordinó la implementación de "nuevas técnicas de interrogatorio" (es decir, tortura) junto a agentes de la inteligencia brasileña.
En 1973 las autoridades de EE. UU. solicitaron antecedentes del caso Horman al Ministro de Relaciones Exteriores, Vicealmirante Ismael Huerta, al para entonces Ministro de Defensa, Vicealmirante Patricio Carvajal, al EMDN, y hasta el embajador estadounidense Nathaniel Davis le hizo presente esta preocupación al propio Pinochet. Sin embargo, Ariel González, el jefe de la inteligencia del EMDN y subordinado de Carvajal, ambos marinos, declaró no haber sabido nada del caso Horman hasta 2004, versión que ha sido cuestionada como poco creíble.
El investigador Jonathan Haslam cita al yerno del general William Westmoreland (comandante de las fuerzas estadounidenses en Vietnam entre 1964 y 1968) señalando que Vernon Walters (director adjunto de la CIA entre 1972 y 1976) operaba en Chile a través de Ariel González Cornejo. 
A pesar de estos antecedentes de Ariel González, durante los más de diez años que el juez Jorge Zepeda tuvo a su cargo la indagación judicial por el crimen de Charles Horman, jamás interrogó personalmente al exoficial de inteligencia naval Ariel González Cornejo ni le atribuyó responsabilidad alguna en el crimen. “Hoy por hoy, Ariel González Cornejo sigue paseándose libre de polvo y paja por Viña del Mar”.

### Raúl Monsalve
Para el 11 de septiembre de 1973, el Capitán de Corbeta Raúl Monsalve se encontraba en el Estado Mayor General de la Armada (EMGA) como agente de enlace con el Military Group de EE. UU. (casi todos ellos oficiales de la marina de EE. UU. ligados a la Defense Intelligence Agency, DIA), cuyo jefe era Ray Davis. Desde hacía años operaba como enlace con las redes locales de la CIA, al punto de que la propia embajada de Estados Unidos en Santiago lo describe en un informe como el oficial "más pronorteamericano" de la Armada chilena, según lo reveló una investigación realizada por la Universidad Arcis y publicada en sus Estudios Político Militares. Programa de Estudios Fuerzas Armadas y Sociedad.
Con posterioridad al golpe mantuvo los contactos con la CIA y su nombre aparece en las fichas de la Colonia Dignidad (escritas y recopiladas por Gerd Seewald, colaborador de Paul Schäfer), a veces para visitar a Albert Schreiber, uno de los jerarcas de la secta pedófila, otras, como el 31 de noviembre de 1975, en compañía de un par de agentes de inteligencia estadounidenses.
Monsalve también tomó parte en la persecución y exterminio de los opositores a la dictadura, como lo confirma Juan R. Muñoz Alarcón, el "encapuchado del Estadio Nacional", en su testimonio ante la Vicaría de la Solidaridad, donde declara haber trabajado para Monsalve y que este lo llevó al Estadio Nacional. Monsalve también ha sido señalado por sus subalternos de la inteligencia naval como el oficial que dio la orden de detener y liquidar a Arnoldo Camú, jefe de seguridad de la Unidad Popular, hecho que tuvo lugar en los mismos días en que Horman fuera asesinado.
Cuando el 15 de septiembre de 1973 Charles Horman le pidió al capitán de navío estadounidense Ray Davis que lo llevara a Santiago junto a su amiga Terri Simon, Davis le pidió los salvoconductos a Monsalve, entregándole antecedentes respecto a Horman.
La participación del marino Raúl Monsalve, como la del marino Ariel González, en la muerte de Horman no fue mayormente investigada por el juez Jorge Zepeda, ya que nunca los llamó a tribunales para interrogarlos personalmente y no los procesó como autores, cómplices ni encubridores, lo cual es particularmente llamativo en el caso de Ariel González, dado que, según sostiene Zepeda, el Departamento II de Inteligencia del EMDN fue el responsable de planificar y llevar a cabo la muerte de Charles Horman.
Textualmente, el Capitán de Navío Ariel González Cornejo declaró a la policía de Investigaciones:

“No tuve ningún conocimiento de ningún ciudadano norteamericano de nombre Charles Horman, que haya estado detenido en el Ministerio de Defensa u otro recinto militar [tras el Golpe]. De esa persona me informé por la prensa escrita hace unos meses atrás”
Declaraciones de Ariel González consignadas en el informe de la Jefatura de Inteligencia Policial, firmado por el subcomisario Jaime Carbone Jara, Santiago 9.11.2004;

Cabe añadir que sobre el otro estadounidense asesinado, Frank Teruggi, la PDI no le hizo pregunta alguna a González Cornejo, pese a que el juez Zepeda también involucra al Departamento II, de Inteligencia, del EMDN en su asesinato).

### Ray E. Davis
Tras el golpe, inocentemente Charles Horman y Terri Simon le solicitaron al capitán de la marina estadounidense Ray Davis que los llevara en su auto desde Valparaíso a Santiago, y Davis le solicitó el salvoconducto a su contacto con la Armada chilena, Raúl Monsalve, de hecho alertándolo sobre el paradero de Horman. Desafortunadamente, el juez Jorge Zepeda Arancibia nunca le tomó declaración a Ray Davis. Recién en 2011, ocho años después de haber procesado a Rafael González, Zepeda solicitó a EE. UU. la extradición de Davis, solicitud que como es usual demoró un largo tiempo en ser tramitada por tribunales chilenos. La respuesta de las autoridades norteamericanas fue que no era posible extraditar a Ray Davis a Chile porque Davis vivía en Santiago de Chile y además había fallecido el 30 de abril de 2013, a los 88 años. Joyce Horman afirmó que el grueso error del juez Zepeda Arancibia era "extraordinariamente frustrante" y Peter Kornbluh señaló lo increíble de que el juez Jorge Zepeda estuviera trabajando "para extraditar a Davis y él estaba literalmente a menos de un par de cuadras más allá"

### Jorge Zepeda Arancibia
El rol de Zepeda en la investigación ha sido severamente criticado, entre otras cosas, por la ausencia de pruebas para asignar responsabilidades en el crimen; por la negligencia en investigar el rol de la Armada en los hechos; por no determinar el lugar de la muerte y emitir información contradictoria al respecto, insinuando que el asesinato no habría ocurrido en el Estadio Nacional, pero contradictoriamente sugerir que sí habría muerto en el Estadio Nacional, de lo que se derivó el procesamiento de Pedro Espinoza, a raíz de lo cual se produjo otra negligencia importante: no haber interrogado al Mayor de Ejército Carlos Meirelles Muller, encargado de la sección Extranjería del Estadio Nacional. "Independientemente de si Horman estuvo o no detenido en el Estadio y aun de si el mayor en cuestión tenía o no incidencia en el destino de los extranjeros apresados, lo mínimo hubiera sido interrogar a quien formalmente estaba a su cargo. Tal indagación es hoy imposible, pues Meirelles Muller falleció en 2011".
La incoherencia interna de la teoría del propio Zepeda respecto al crimen también ha llamado la atención: afirma, por una parte, que "la decisión de dar muerte a Charles Horman [...] se dispuso por el Departamento II del Estado Mayor de la Defensa Nacional", encabezado por el capitán de navío Ariel González Cornejo, uno de los inculpados en la querella presentada por Joyce Horman, pero el juez no lo encausó ni siquiera como encubridor o cómplice.
También se han objetado las numerosas contradicciones de sus sentencias, como cuando indica que Horman fue detenido en una inspección de rutina en 1973, pero, un poco más adelante en la sentencia, asegura que fue detenido gracias a información de inteligencia suministrada por el entonces (1987) director de la CNI, el general Hugo Salas Wenzel
La tendencia de hacer que todas las piezas calcen a la fuerza en el relato, como cuando mezcla el crimen de Horman y el de Frank Teruggi, el otro estudiante estadounidense asesinado tras el Golpe, atribuyendo ambos crímenes al mismo autor, "argumentando que el 'actuar' de Teruggi también giraba en torno a Chile Films. Pero Teruggi jamás tuvo nada que ver con Chile Films y Joyce Horman declaró que [...] su esposo ni siquiera llegó a conocer a Teruggi. La siguiente cita del fallo muestra a las claras lo forzado de la amalgama: 'Pero Octavio Espinoza Bravo [sic], esto es, el General Nicanor Díaz Estrada, debía ser detenido todo el personal de extranjeros [sic]. A la vez, el actuar de la segunda víctima, el ciudadano de los EE. UU. Krank[sic] Teruggi Bombatch, al igual que el ofendido Charles Horman Lazar, gira también en torno a Chile Films”'(p. 203)".
En ocasiones, las sentencias del juez Zepeda han provocado sorpresa, como cuando el 4 de diciembre de 2015 emitió su pronunciamiento por la aplicación de torturas con resultado de muerte en la persona de don José Tohá, quien fuera Ministro del Interior (entre noviembre de 1970 y enero de 1972) y Ministro de Defensa (entre enero de 1972 y julio de 1973). El juez Zepeda no consideró las torturas y muerte del exministro lo suficientemente graves como para condenar a prisión a los oficiales en retiro de la Fuerza Aérea de Chile Ramón Cáceres Jorquera y Sergio Contreras Mejías, a quienes les otorgó el beneficio de la pena remitida, con lo cual podrían cumplir su sentencia de tres años en libertad.
Sin embargo, las mayores polémicas en torno a su figura se han producido en causas por violaciones a los derechos humanos, específicamente detenciones, torturas y muertes en Colonia Dignidad, donde fue duramente criticado incluso por la Agrupación de Familiares de Ejecutados Políticos, como cuando durante años se negó a hacer públicas las fichas de Colonia Dignidad argumentando "razones de Seguridad del Estado". Según el directorio del Colectivo Londres 38, durante nueve años estos documentos permanecieron bajo secreto judicial, sin que se conozcan las razones de tal medida "que solo contribuyó a ocultar información sobre la forma de operar de la represión, limitó el conocimiento de más verdad sobre los crímenes y facilitó la persistencia de la impunidad".
En el caso de Colonia Dignidad, la presidenta de la Agrupación de Familiares de Ejecutados Políticos, Alicia Lira, declaró que: “como agrupación tenemos una opinión negativa del juez Zepeda, ya que él ha entorpecido el proceso judicial que siguen las agrupaciones de Derechos Humanos”
Hernán Fernández, abogado defensor de las víctimas de abusos sexuales de Paul Schäfer, declaró que el juez Jorge Zepeda le "otorgó 'impunidad garantizada' a los delincuentes" cuando dejó sin efecto el sometimiento a proceso por asociación ilícita de los líderes de Dignidad que era el delito original a partir del cual se derivaban los demás. Esta acción de Zepeda "posibilitó la fuga de muchos de los cabecillas a Alemania, desde donde son inextraditables de acuerdo a la constitución de ese país", como lo indicó en una entrevista concedida a La Nación en 2006". Colonia Dignidad es la misma secta que visitaba el Capitán de Corbeta Raúl Monsalve, a quien también le otorgó impunidad.
A fines de 2013 la presión social se deja sentir y Zepeda "comienza un proceso lento de entrega de información", afirmándoles a los sitios de memoria y familiares que está dispuesto a liberar información, pero enviando señales confusas sobre el número de fichas, su relevancia, sobre si existe o no el informe de inteligencia acerca de las fichas, etc. En las investigaciones de Colonia Dignidad que hace Zepeda "todo es confuso", afirmó el periodista Luis Narváez.
Después de la sostenida campaña “No más archivos secretos” encabezada por el Colectivo Londres 38 y otras asociaciones de derechos humanos, a los cuales se sumaron algunos miembros del parlamento chileno, en 2014 Zepeda accedió a liberar 407 fichas para los familiares de ejecutados y detenidos desaparecidos, pero lo hizo dejando más de treinta y ocho mil otras fichas bajo secreto. Llamó la atención que si las víctimas de la dictadura de Pinochet son alrededor de 4.000, entonces el resto de las casi 40.000 fichas probablemente contendrían información acerca de quienes proporcionaron apoyo a Colonia Dignidad, desde miembros del parlamento, jueces, grandes empresarios, servicios del Estado, policías, fuerzas armadas y muchos otros que hicieron negocios con ellos comprando y revendiendo sus productos, incluyendo armas, munición, peligrosos productos químicos, adopciones ilegales y lavado de dinero. Además, el juez se negó a entregarle al Instituto Nacional de Derechos Humanos (INDH) el informe de análisis de las fichas que él mismo le había ordenado realizar a la Jefatura de Inteligencia Policial (Jipol) de la PDI durante seis meses en 2005. Una vez que los policías empezaron a hacer progresos, Zepeda les ordenó suspender el análisis y decretó secreto total. A todos los participantes en los varios juicios que involucraban a Colonia Dignidad, incluyendo a los abogados, se les negó el acceso al informe. El INDH apeló a la Corte para revertir la decisión de Zepeda. Dada la indignación pública, la prensa comenzó una investigación acerca de las fichas y finalmente Chilevisión dio con 45.612 fichas y se las entregó a las asociaciones de derechos humanos
El año 2014 la Asociación por la Memoria y los Derechos Humanos Colonia Dignidad, la Casa de la Conferencia de Wannsee (Alemania) y el Museo de la Memoria y los Derechos Humanos (Chile) organizó el Primer Seminario Internacional sobre Colonia Dignidad, llamado "Colonia Dignidad: diálogos sobre verdad, justicia y memoria", a raíz de lo cual en 2015 se publicó el libro Colonia Dignidad: verdad, justicia y memoria. El libro documenta los crímenes y su encubrimiento durante décadas por la justicia y otros poderes del Estado. En el capítulo "Las fichas de Colonia Dignidad: dificultades de acceso, calidad de fuentes de información y proyecciones", el periodista Luis Narváez hizo un detallado recuento de las intervenciones de Zepeda en los casos de Colonia Dignidad, caracterizando su modo de trabajar de "hermético", siempre con el mismo actuario y con los dos miembros de la JIPOL, Comisarios Jaime Carbone y Alberto Torres, anticipadamente jubilados de la Policía. A pesar de que varias causas de Colonia Dignidad se hallan cerradas, el juez Zepeda ha mantenido en cuadernos secretos inaccesibles a todo público importantes partes de esos casos.
Según Narváez, cuando en 2005 dos detectives encontraron las fichas de Colonia Dignidad, la reacción de Zepeda sorprendió a todos: "ordenó que los dos detectives quedaran detenidos en el cuartel bajo sospecha de obstrucción a la justicia" e impidió que esos documentos fueran analizados por la Brigada Investigadora de Delitos contra los Derechos Humanos, ordenando en cambio que fueran llevados a la Jefatura de Jipol, de la que dependían los comisarios Carbone y Torres. En 2007 Narváez solicitó formalmente acceso a las fichas, a lo cual Zepeda se rehusó. Cuando se cerró el caso durante el cual se habían hallado las fichas de Colonia Dignidad, Narváez solicitó acceso al expediente, lo cual era perfectamente posible según la regla, la teoría y la costumbre del sistema penal, pero Zepeda lo negó. Al menos hasta el año 2015 "dicha documentación sigue estando en la bóveda de la JIPOL".
El juez Zepeda no solo le ha negado a la prensa, familiares de víctimas y abogados el acceso al contenido de las fichas, sino que también a otros jueces les "niega sistemáticamente las peticiones y solo se abre a entregar fichas puntuales respecto de personas específicas que sean consultadas". Cuando el presidente de la Corte Suprema, Sergio Muñoz, propuso crear un sistema por medio de un software para que todos los jueces pudieran consultar en línea los expedientes y así optimizar recursos, tiempo y evitar que un juez volviera a investigar desde cero situaciones que otro juez ya hubiera aclarado, Zepeda destacó por su vehemencia en oponerse a tal medida, porque según él "atentaba contra la independencia de cada tribunal".
Tratando de hallar la manera de avanzar en verdad, justicia y memoria, los participantes en el seminario sobre Colonia Dignidad realizaron algunos comentarios y propuestas. En primer lugar, se quejaron de que "El ministro Jorge Zepeda Arancibia ha monopolizado las investigaciones judiciales sobre gran parte de los crímenes de Colonia Dignidad. Durante casi 10 años ha conducido las investigaciones en forma lenta y poco transparente, sin lograr resultados satisfactorios" y entre otras cosas le reprochan no haber ordenado excavar en todos los puntos de Colonia Dignidad señalados por testigos. En segundo lugar, hicieron la siguiente petición:

 Se propone solicitar al Presidente de la Corte Suprema que se investigue la responsabilidad del juez Jorge Zepeda en el ocultamiento durante nueve años del archivo de fichas y del Informe de la Jefatura de Inteligencia Policial sobre los documentos incautados. Todo este material debe ser analizado en forma sistemática y puesto a disposición de todos los jueces que investigan causas de derechos humanos, de organizaciones de derechos humanos y de la sociedad en general. Que un juez que no sea Jorge Zepeda investigue dónde está el resto de los documentos incautados en 2005 y que no corresponden a las 46 mil fichas que se entregó en copia digital al INDH. 

A fines del año 2015, el juez Jorge Zepeda fue ascendido a Presidente de la Corte de Apelaciones y en marzo de 2016 absolvió a todos los acusados por la muerte y desaparición de Boris Weisfeiler en las cercanías de Colonia Dignidad en 1985 y aplicó además la prescripción de los hechos, para lo cual negó que el crimen fuera de lesa humanidad y por lo tanto tuviera la calidad de imprescriptible. Según Olga Weisfeiler, el juez Zepeda se negó a investigar la vinculación de Colonia Dignidad con la muerte de su hermano Boris. Para ella “el juez nos engañó hábilmente, a mí y a la Embajada de los EE.UU. con su 'completa' investigación”.
Para empezar, el juez Zepeda afirmó haber leído la traducción al castellano de los documentos en inglés que aportaron en conjunto la Embajada de EE. UU. en Chile y Olga Weisfeiler, hermana de Boris. Más tarde reconoció que no estaban traducidos, por lo cual no los había leído. A raíz de esta negligencia, en 2011 Zepeda informó a la Comisión Valech que el caso Weisfeiler no sería un caso de derechos humanos, por lo cual esa Comisión no lo incluyó en su listado. En marzo de 2016, para justificar su aplicación de la prescripción y liberación de todos los procesados, el juez argumentó que era la Comisión la que había negado catalogarlo como un caso de derechos humanos.
El Gobierno de EE. UU. a través de su Embajador en Chile, Mike Hammer, emitió un comunicado en el cual señala que "La reciente resolución judicial de absolver a los ocho acusados y aplicar la prescripción en este caso, es un revés frustrante", pero que la Embajada de los Estados Unidos en Chile seguirá apoyando a la familia Weisfeiler en su búsqueda de verdad y justicia. Boris Weisfeiler realizó notables contribuciones a la teoría de grupos algebraicos y gozaba de un merecido prestigio profesional, por lo cual la Sociedad Matemática de Chile (Somachi) emitió una declaración pública en la cual critican la resolución del juez Zepeda y hacen un llamado a reabrir el caso, en lo cual han sido acompañados por la American Mathematical Society y el Committee of Concerned Scientists.
En lo que atañe a Horman, el fallo del ministro Zepeda expresa:

“La decisión de dar muerte a Charles Horman Lazar, por tratarse de un detenido extranjero, se dispone por el Departamento II del Estado Mayor de la Defensa Nacional”
Fallo del 9 de enero de 2015, Rol N° 2.182-98, p. 164

## Corolario
Colega Charles Horman:
Los sentimientos de Justicia vuelan por sobre las fronteras, las nacionalidades y las razas; Como amabas profundamente a tu patria, quisiste corregir sus errores para que otras patrias, aunque indefensas, no la execraran; Y cuando los filibusteros de tu gran nación asestaron el zarpazo de la muerte a la pequeña nación mía, te entregaron también a los mercenarios para que acabaran con tu vida, plena de amor, de idealismo y de justicia. 
 Alejandro Lizana Valdés (Tiro Fijo) 18 de marzo de 1996